# Зайцев Валерій Іванович
Валерій Іванович Зайцев (нар. 13 жовтня 1941, Москва, РРФСР) — радянський російський футболіст, виступав на позиції захисника, російський футбольний тренер.

## Життєпис
Вихованець ДЮСШ Московсько-Ярославського відділення МЗ. У 1959 році грав у дублі московського «Локомотива». У 1960 році опинився в команді класу «Б» «Локомотив» (Орел), звідки по ходу наступного сезону повернувся в московську команду. У 1961-1963, 1965-1969 роках в чемпіонаті зіграв 138 матчів, відзначився одним голом — 11 липня 1967 року в домашньому матчі з ростовським СКА на 23-й хвилині забив єдиний м'яч з пенальті. 1964 рік з командою провів у другій групі класу «А» — 38 поєдинків. У 1970 році перейшов у клуб першої групи класу «А» «Металіст» (Харків). На початку наступного сезону перейшов у «Суднобудівник» (Миколаїв), де й завершив кар'єру. У 1991 році допомагав тренувати уфинський «Гастелло».